# Анальная стадия
Анальная стадия — вторая стадия психосексуального развития по З. Фрейду, которая наступает, начиная с возраста 18 месяцев, и заканчивается к трём годам. В связи с тем, что наступает период, когда ребёнка необходимо научить быть опрятным и чистоплотным, он переключает свое внимание со рта, губ и языка, которые являлись сексуальной целью оральной стадии, на анус. В зависимости от того, какие способы использовали родители, чтобы приучить ребёнка к туалету, будет оказано то или иное влияние на развитие его личности в более позднем возрасте.

## Описание
Получение удовольствия посредством удовлетворения потребности в пище сменяется удовольствием, которое связано с выделительной системой. На первый план выходит чувство облегчения, которое сменяет чувство напряжения. Ребёнок сталкивается с принципом реальности, который представлен в виде социального барьера, заключающийся в произвольной регуляции физиологических потребностей. Родитель становится представителем социальных норм, так как требует от ребёнка самостоятельного контроля над актом дефекации. Таким образом, ребёнок учится приспосабливаться к социальным нормам, регулируя требования Ид, которое подчинено принципу удовольствия.
Анальная стадия подразделяется на две фазы:
- Анально-садистическая фаза (возраст: 1 — 1,5 года). Данная стадия заключается в том, что ребёнок вступает в противостояние со взрослым. Получение удовольствия от напряжения и боли может оказать влияние на появление и развитие садомазохистских наклонностей.
- Анально-ретентивная фаза (возраст: 1,5 — 3 года). Главный признак этой стадии заключается в том, что ребёнок впервые начинает соотносить принцип удовольствия с принципом реальности. Личность обретает контроль над социумом в форме удержания (отсюда и название фазы от англ. retention — «удержание»). Эго ребёнка начинает выполнять функцию регуляции взаимодействия ребёнка и внешнего мира, балансируя между реальностью и удовольствием. Ребёнок тестирует реальность путем исследования разных вариантов удовлетворения своей потребности.

В случае закрепления либидо на определенной сексуальной цели, в данном случае — на анусе, может сформироваться характер одного из двух типов: анально-удерживающий и анально-выталкивающий. Анально-удерживающий тип характеризуется упорством, упрямством, бережливостью, склонностью к накопительству, экономностью и коллекционированием. Анально-выталкивающий подразумевает тенденцию к противостоянию, упрямство, негативизм. В результате фиксации также может возникнуть энурез или же могут появиться особенности, связанные с проявлением мазохизма — получение удовольствия от наказания.

## Роль родителей
Так как биологическая потребность регулировать свою выделительную систему отсутствует, овладение данными навыками формируется на основе соблюдения требований родителей, а значит социума. Поэтому способность детей успешно функционировать на этом этапе по большей части зависит от родителей и их подхода.
Согласно психосексуальной теории Фрейда, родители должны быть очень осторожны в том, как они реагируют на своих детей на этом чувствительном этапе. Здесь дети проверяют своих родителей как авторитетных фигур, тестируют их любовь. Реакция родителей на степень опрятности и чистоплотности ребёнка оказывает влияние на развитие его личности, например, формируя определенные бессознательные барьеры.